# 竇潤
竇潤（1492年—？），字子雨，號薇泉，直隸滁州衛人，軍籍，明朝政治人物。

## 生平
嘉靖四年（1525年）乙酉科應天府鄉試第一百三十四名舉人。嘉靖十四年（1535年）中式乙未科會試第一百七十九名，登第二甲第六十名進士。任户部主事，分管徐州倉，为官清廉，著有《薇泉集》。

## 家族
曾祖竇寄生；祖父竇盛；父竇欽，母黃氏；繼母賈氏。具庆下。